# Nemșa
Nemșa – wieś w Rumunii, w okręgu Sybin, w gminie Moșna. W 2011 roku liczyła 593 mieszkańców.